# Campionati mondiali di bob 1935
I Campionati mondiali di bob 1935, quinta edizione della manifestazione organizzata dalla Federazione Internazionale di Bob e Skeleton, si sono disputati per il bob a due a Igls, nell'allora Germania nazista (ma in territorio austriaco), sul vecchio tracciato naturale non più in uso dal 1960, all'epoca situato nei pressi dell'odierno Olympic Sliding Centre Innsbruck, mentre la gara di bob a quattro si tenne a a Sankt Moritz, in Svizzera, sulla pista Olympia Bobrun St. Moritz–Celerina, il tracciato naturale sul quale si svolsero le competizioni del bob e dello skeleton ai Giochi di Sankt Moritz 1928 e la rassegna iridata del 1931 (unicamente nel bob a quattro). La località tirolese ha ospitato quindi le competizioni mondiali per la prima volta nel bob a due mentre per quella elvetica fu la seconda nella gara a quattro.
L'edizione ha visto prevalere la Svizzera che si aggiudicò una medaglia d'oro, una d'argento e una di bronzo sulle sei assegnate in totale, sopravanzando la Germania con un oro e lasciando alla Cecoslovacchia e all'Italia rispettivamente un argento e un bronzo. I titoli sono stati infatti conquistati nel bob a due uomini dagli elvetici Reto Capadrutt ed Emil Diener e nel bob a quattro dagi tedeschi Hanns Kilian, Alexander Gruber, Hermann von Valta e Sebastian Huber.

## Risultati

### Bob a due uomini
| Pos. | Atleti                              | Nazione        |
| ---- | ----------------------------------- | -------------- |
|      | Reto Capadrutt Emil Diener          | Svizzera       |
|      | Josef Lanzendörfer Karel Růžička    | Cecoslovacchia |
|      | Antonio Brivio Sforza Carlo Solveni | Italia         |

### Bob a quattro
| Pos. | Atleti                                                          | Nazione  |
| ---- | --------------------------------------------------------------- | -------- |
|      | Hanns Kilian Alexander Gruber Hermann von Valta Sebastian Huber | Germania |
|      | Pierre Musy Noldi Gartmann Charles Bouvier Joseph Beerli        | Svizzera |
|      | Reto Capadrutt Fritz Feierabend A. Lardi H. Tami                | Svizzera |

## Medagliere
| Posizione | Nazione        | Oro | Argento | Bronzo | Totale |
| --------- | -------------- | --- | ------- | ------ | ------ |
| 1         | Svizzera       | 1   | 1       | 1      | 3      |
| 2         | Germania       | 1   | 0       | 0      | 1      |
| 3         | Cecoslovacchia | 0   | 1       | 0      | 1      |
| 4         | Italia         | 0   | 0       | 1      | 1      |
| Totale    | Totale         | 2   | 2       | 2      | 6      |